# 杨文瓒
杨文瓒（1614年—1648年7月16日），字赞玉，号玄石，浙江宁波府鄞县人。明末抗清志士。崇祯十二年（1639年）中举，官拜贵州道监察御史。与兄杨文琦、杨文琮，弟杨文球皆为国尽节，合称“甬上杨氏四忠”。曾与兄杨文琦一起参与宁波“五君子翻城之役”，密谋光复浙东，因叛徒告密而失败，杨文瓒等皆被捕殉国。牺牲后，魯監國追赠都察院右佥都御史，乾隆时，清廷追谥烈愍。

## 生平

### 家世背景
杨文瓒出身浙江鄞县名门杨氏，是嘉靖年间太仆寺卿杨美益的玄孙。其先世有弘治、正德年间的名臣杨守陈、杨守随、杨守阯等。杨氏一门数代显宦辈出，门第贵盛。

### 少年从学
杨文瓒年少时，十分刻苦好学，为人有气节，喜用智谋，与兄长杨文琦先后补为县学生员。崇祯初年，名臣李清担任宁波府推官时，考察本府秀才们的学问，对杨文瓒的文章赞赏不已，两人成为好友。后来李清升为御史，杨文瓒因为家贫，请求李清赴任途中帮他介绍一份私塾老师的工作。李清说：“你的八股文已经写得非常好了，但是胸中没有整段书，怎么能做别人的老师呢？”杨文瓒于是请教什么是“整段书”。李清说：“不管是《史记》也好，《汉书》也罢，天天诵读，朝夕不忘，就是整段书了。”杨文瓒于是说：“我与先生一起出发，从上船那天起，每天当着先生面背诵《汉书》几十页，到了扬州就该不负所望了。”后来果然半个月就背完了。崇祯十二年（1639年），中本省乡试，成为举人。

### 抗清活动
“甲申之变”后，杨文瓒痛哭不矣，与同乡好友林时对作诗以悼念崇祯帝。弘光元年（1645年），清军南下，随父杨秉鼐从军，保卫浙江的鲁王朱以海政权。当时，隆武帝朱聿键亦在福建登基，杨文瓒向鲁王力言浙江、福建两地的抗清政权应当联合，被鲁王重臣张煌言等上奏排挤，只好与兄杨文琦前往福建。隆武帝召对，授贵州道监察御史，又上血书，力言鲁监国政权有兵马却缺乏军饷，应当救济。隆武帝立刻拨银十万两，派他犒劳浙江的抗清武装，杨文瓒想与鲁王的军队会师，遭到郑芝龙的阻挠，没有成功。清军入闽后，隆武帝被害，杨氏兄弟知事不可为，返回故里。

### 翻城之役
鲁监国二年（1647年），华夏、王家勤、杨文琦、杨文瓒、董德钦等反清义士，齐聚于屠献宸家中，联络打算反正的清军将领陈天宠、仲谟等，商量起义。华夏、屠献宸等又写信给抗清义军领袖王翊，计划一同起义，杨文瓒也署名参与。但华夏做事不密，不幸被居乡的降臣谢三宾等告发，与事者皆被捕遇难，被称为“五君子翻城之狱”。杨文琦牺牲后，杨文瓒一开始被清廷放回，但谢三宾不依不饶，贿赂当权者，请求杀掉他。鲁监国三年五月二十六日（1648年7月16日），杨文瓒亦就义，时年三十五岁，鲁王闻之，追赠都察院右佥都御史，乾隆四十一年（1776年），清廷追谥烈愍。

## 家庭
杨文瓒父亲杨秉鼐，曾率四个儿子一道从军抗清。哥哥杨文琦、杨文琮，弟弟杨文球，都为国而死，被合称为“甬上杨氏四忠”，两幼弟杨文珽、杨文玠遭清廷流放而死。妻张玉如，嫂沈贞莲（杨文琦妻），闻夫死皆自尽。后人赞其满门忠烈，不坠家风。

## 相关诗词

### 张煌言《挽杨玄石侍御》
避莽争夸汉两龚，逋臣浩气正如虹。
何期士雅鞭先着，转觉宾王檄未工。
华表应归千载鹤，夜台谁骋五花骢。
独怜江左风流尽，禾黍依然满故宫。

### 张煌言《侍御室人从容就义》
何人重上望夫山，血影模糊不可攀。
漆室有忧曾曳缟，崩城无计竟投缳。
沉来婺彩光犹映，挥到湘筠泪自斑。
多少须眉巾帼态，却留彤管叹红颜。

## 引用
1. ↑  《忠义录》卷5《两杨传》：“弟文瓒，号玄石，宁波人。”
2. ↑  因避讳清圣祖玄烨，清朝史书改为圆石
3. ↑  顾诚《南明史》第十五章第二节：“浙江宁波（鄞县）发生了所谓‘五君子翻城之役’。‘五君子’是史籍中一个不十分准确的概念，它实际上指的是华夏、王家勤、屠献宸、杨文琦、杨文瓒、董德钦、董志宁等人在宁波策划的反清密谋。”
4. ↑  《鲒埼亭集外编》卷10《杨氏四忠双烈合状》：“文瓒字赞玉，号圆石……太仆卿美益之玄孙，泽州通判承龙之曾孙。”
5. ↑  《忠义录》卷5《两杨传》：“其先文懿公守陈，与守随、守阯并进士，历位尚书，天下称‘浙江三杨’。”
6. ↑  《西园杂记·卷下》：“昆弟子侄一时之盛，江浙文献之家鲜能俪焉。”
7. ↑  《鲒埼亭集外编》卷10《杨氏四忠双烈合状》：“五世中有四开府、三翰林、两台谏、四监司，而守牧以下无论也。”
8. ↑  《忠义录》卷5《两杨传》：“文琦、文瓒兄弟并好学，有气，喜智略，先后补学生。”
9. ↑  《同治鄞县志·卷三十九·人物传十四》：“崇祯初，李清为郡司。李观风试诸生，得杨文瓒卷，叹赏不置，遂定交。未几，清内擢御史，文瓒以家贫偕往，便道为之觅馆扬州。清曰：‘君制举文工矣，但胸无整段书，恐不足为人师。’文瓒问：‘何为整段书？’清曰：‘无论《史》、《汉》，得一册，首尾诵习，弗少遗忘，此之谓整段书。’文瓒曰：‘请自登舟始，日课《前汉书》数十页，就公背诵，至扬州，当不负所勖。’已果半月卒业。”
10. ↑  《同治鄞县志·卷三十九·人物传十四》：“崇祯十二年举人。”
11. ↑  《同治鄞县志·卷三十九·人物传十四》：“素负气节，‘甲申之变’痛愤填膺，有《和林时对七哭诗》。”
12. ↑  《南疆绎史摭遗·卷十二·舟山尽节江上殉事诸臣列传》：“截江之役，太公亲帅诸子从军。”
13. ↑  《鲒埼亭集外编》卷10《杨氏四忠双烈合状》：“初入台，力言浙、闽宜合不宜分……时方争开读礼，多不以为然，而同里张公苍水尤出揭力排之。”
14. ↑  《同治鄞县志·卷三十九·人物传十四》：“文瓒知言不行，乃走闽。”
15. ↑  《忠义录》卷5《两杨传》：“至闽，陛见……上擢为贵州道御史。”
16. ↑  《忠义录》卷5《两杨传》：“又刺血写书，言‘江上有兵无饷，不速济则必溃，溃则东浙破而闽亦随之。’上命发十万金犒师。”
17. ↑  《南疆绎史摭遗·卷十二·舟山尽节江上殉事诸臣列传》：“文瓒……以领饷入浙中，图会师；郑氏尼之，不果。”
18. ↑  《忠义录》卷5《两杨传》：“清兵负胜深入，而闽之悍将弃险退走，纵火大掠。文瓒知不可为，遂归；文琦亦奔归，兄弟相对哭。”
19. ↑  《过宜言》卷1《两番对簿语略》：“讯予，出谢揭二，一则载有屠献宸、董德钦、董志宁、王家勤、杨文琦、文瓒、文球七人，一则李文缵及予夏及慈水诸冯氏也。复出职方营所获同盟帛书二通。”
20. ↑  《明清史料丁编》第1本《浙江巡按秦世祯揭帖》：“又废纸上写杨文琦、杨文瓒、杨（文）球家居住址。职即并行海道严缉。”
21. ↑  《南疆绎史摭遗·卷十二·舟山尽节江上殉事诸臣列传》：“夏疏不甚防，己而果为三宾所告；陈、仲二将犹秣马待应，而诸道兵已尽为官军所截。”
22. ↑  《小腆纪年附考》卷14：“文琦就讯，但言文瓒不与谋，请释之养父，而自请速死。与夏、家勤、献宸、德钦同就辟，所谓五君子翻城之狱也。”
23. ↑  《南疆绎史摭遗·卷十二·舟山尽节江上殉事诸臣列传》：“文瓒得释归。归未几，而复为降人谢三宾所仇，贿请当事必杀之，乃复逮辟。”
24. ↑  《同治鄞县志·卷三十九·人物传十四》：“文瓒骂不绝口，已知张氏性烈，必从死。更笑曰：‘吾兄弟妻子俱死得所矣。’延颈受刃，年三十五，时戊子五月二十六日也，鲁王赠都察院右佥都御史。”
25. ↑  《钦定胜朝殉节诸臣录》卷4。
26. ↑  《小腆纪年附考》卷14：“杨文瓒得释归，三宾复构之，乃复逮辟；文琮以通海上赵彪事，死；文球以福宁之不守，与阁部刘中藻偕死；世又谓‘甬上杨氏四忠’云。”
27. ↑  《继甬上耆旧诗》卷10：“又其二文珽、文玠皆以四忠故遣戍，毙于道。”
28. ↑  《忠义录》卷5《两杨传》：“妻张玉如哭拜已……复解带自经，时年二十七。”
29. ↑  《小腆纪传》卷53《甬上四烈妇传》：“张氏，杨文瓒妻。文瓒与兄文琦，友人华夏、屠献宸坐戊子翻城之狱论死，张缝夫首棺殓毕，即盛服题绝命诗，吞脑子不死，以佩带自缢。文琦妻沈氏亦自缢。”
30. ↑  《鲒埼亭集外编》卷10《杨氏四忠双烈合状》：“而四忠双烈出焉，遂以收三百年世臣之局。迹其一门被歼，不可谓不惨，然而为故国增重矣。”